# 对称曲腹蛛
对称曲腹蛛（学名：Cyrtarachne inaequalis），又名大鳥糞蛛，为园蛛科曲腹蛛属的动物。分布于印度、缅甸、日本、台湾岛以及中国大陆的贵州、云南、广西、河南、浙江、湖南、福建等地，多见于山林树丛、溪边、河边、茶园等灌木草丛中。